# وانغ شياو
وانغ شياو (بالصينية: 王啸) (18 أبريل 1992 بآنشان في الصين - ) هو لاعب كرة قدم صيني في مركز الهجوم. لعب مع جيجيانغ غرينتاون ونادي شنجن وInner Mongolia Caoshangfei F.C. ‏ وGuizhou F.C. ‏.

## وصلات خارجية
- وانغ شياو على موقع قاعدة بيانات كرة القدم.إي يو (الإنجليزية)